# Plectreurys tristis
Plectreurys tristis és una espècie d'aranyes araneomorfes de la família dels plectrèurids (Plectreuridae). Fou descrit per primera vegada l'any 1893 per Simon. En anglès les anomenen primitive hunting spiders (aranyes caçadores primitives).
Es troben en l'Amèrica del Nord, en la part occidental, Amèrica Central i Mèxic. Produeixen un verí que conté un grup de pèptids insecticides anomenats plectoxines.

## Descripció
Plectreurys tristis són aranyes grans. El mascle pot fer 12 mm de cos, i uns 25 mm amb les potes esteses. Les femelles són més grosses. El cefalotòrax i les potes són d'un color marró fosc i sense marques. A diferència d'altra espècies relacionades, les potes són robustes i densament peludes, però desproveïda d'espines llargues. Tenen vuit ulls arranjats en dues files.

## Ecologia i comportament
Plectreurys tristis són habitants de regions àrides i semiàrides del sud-oest d'Amèrica del Nord, incloent-hi Califòrnia, Nevada, Idaho, Arizona i Utah. S'han observat també a l'Amèrica Central i Mèxic. Es poden trobar en deserts, boscos secs, i boscos de coníferes fins a 2.000 m d'altitud. Construeixen teranyines sota roques, fusta i altres materials disponibles en les seques terres dels seus hàbitats naturals. Han ocupat també zones urbanes. En general, només les femelles i els exemplars immadures es queden a la teranyina; els mascles adults es passegen de nit. NO tenen una bona visió però el verí és potent per matar o paralitzar altres aràcnids.

## Verí
El verí de Plectreurys tristis conté diversos compostos complexos. El verí és un Blocador dels canals de calci. El primer compost detectat va ser N,N'-bis (4-guanidinobutil) oxalamida, el component principal, que té efectes desconeguts A més a més, hi ha aproximadament 50 toxines pèptides diferents. Els pèptids biològicament més actius es denominen col·lectivament pectoxines i presenten elevades activitats insecticides sobre insectes com els lepidòpters.
El primer cas clínic de picada de P. tristis fou informada el 1991. Un noi de 15 anys va ser mossegat en el vedell de la cama al comtat de Kern, Califòrnia. Inicialment va experimentar dolor sever, edema i pal·lidesa en el lloc de la ferida. Després de 15 a 30 minuts, la seva cama es va adormir i el procés va durar aproximadament una hora. Llavors, l'entumiment va disminuir gradualment. Després de 2 hores, tots els símptomes van desaparèixer sense intervenció mèdica.